# Susanne Bohlmann
Susanne Bohlmann (* 1978 in Osnabrück) ist eine deutsche Autorin, Regisseurin und Filmschaffende.

## Leben und Karriere
Susanne Bohlmann absolvierte nach ihrem Abitur verschiedene Praktika im Bereich Theater und Film unter anderem im Studio Hamburg, am Oldenburgischen Staatstheater und beim Offenen Kanal TV Münster. Von 1999 bis 2002 studierte sie Schauspiel, zunächst in Berlin und später in Köln an der Theaterakademie Köln. 2002 schloss sie diese Ausbildung mit dem Bühnenreifediplom ab. Neben schauspielerischen Tätigkeiten im Theater und Fernsehen studierte Susanne Bohlmann Journalismus an der Fernuniversität Institut für Lernsysteme (ILS) in Hamburg.
Von 2003 bis 2006 schrieb Bohlmann als freie Autorin Filmkritiken für die Filmzeitschrift „Schnitt“. 2004 gründete sie zusammen mit dem Kameramann Lars Filthaut die Produktionsfirma kreatiFILM, die sich zunächst auf Demoband-Produktion, Musikclips, Image- und Eventfilme fokussierte. Bohlmann schrieb die Drehbücher, führte Regie und übernahm in den meisten Fällen den Schnitt der Filme. Eine Sammlung der Kurz-Drehbücher, die für die Demoband-Produktion entstanden, wurde 2014 im UVK Verlag als Fachbuch für Schauspieler veröffentlicht. Dieses Buch wird 2021 neu aufgelegt im Herbert von Halem Verlag.
2011 begann Bohlmann mit den Dreharbeiten zum Dokumentarfilm Pink Elephants. Seither liegt ihr Fokus auf der Regie von Dokumentarfilmen und Reportagen. „Pink Elephants“ kam 2018 im W-Film Verleih in die deutschen Kinos und bekam unter anderem von der Süddeutschen Zeitung eine sehr gute Rezension. Zusammen mit dem englischen Produzenten & Regisseur Christopher Hawkins entstand 2015 die Produktionsfirma CONKERTREE FILM, die ihren Sitz in Köln hat und  Feature-Dokumentarfilme und Doku-Serien u. a. für das ZDF, ARTE & 3Sat produziert. Die Themen von Bohlmanns Filmen haben meistens mit menschlichen Sehnsüchten und Abgründen zu tun. Direct Cinema, also die nicht wertende und beobachtende Kameraperspektive, liegt ihr am meisten. Ihr ist die Nähe und das Vertrauen ihrer Protagonisten sehr wichtig, so dass sie oft auch selbst die Kamera übernimmt.
Susanne Bohlmann lebt und arbeitet in Köln.

## Filmografie
(R: Regie, D: Drehbuch, K: Kamera, S: Schnitt, Da: Darstellerin)
- 2000: Polizeiruf 110: Bei Klingelzeichen Mord (Fernsehreihe, Da)
- 2004: Schmetterlinge (Kurzfilm, D, R, S, Da)
- 2004: Der gerissene Faden (Kurzfilm, Da)
- 2004: Zahme Vögel (Kurzfilm, Da)
- 2004: I’m nobody – who are you (Kurzfilm, Da)
- 2004: SOKO Köln (Fernsehserie, Da eine Episode)
- 2007: Sachliche Romanze (Kurzfilm, D, R, S, Da)
- 2007: Ganz weiß draußen (Kurzfilm, Da)
- 2007: Zu Besuch: (Kurzfilm, Da)
- 2008: Zeiträume (Kurzfilm, D, R, S, Da)
- 2008: Wenn heut noch gestern ist (Kurzfilm, Da)
- 2008: 112 – Sie retten dein Leben (Fernsehserie, Da eine Episode)
- 2009: Tschüss Bulle (Kurzfilm, Da)
- 2009: Der Tag, an dem Hagen starb (Kurzfilm, Da)
- 2009: Sehen (Kurzfilm, Da)
- 2009: How to Marry a Cheating Housewife (Kurzfilm, Da)
- 2009: Heimspiel (Kurzfilm, Da)
- 2010: Casting (Kurzfilm, Da)
- 2010: Allein mit Dir (Kurzfilm, R, Da)
- 2010: Fortbildung Elf (Kurz-Dokumentarfilm, Da)
- 2011: Schlag-Worte (Kurzfilm, D, R, S)
- 2011: Die Axt (Kurzfilm, R, Da)
- 2011: Ruhe-los (Kurzfilm, Da)
- 2011: Memory Love  - Interaktiv (Spec-Werbefilm, Da)
- 2012: Kinder des Lärms (Kurzfilm, Da)
- 2012: Glückskekse (Kurzfilm, Da)
- 2012: Points of View (10 Kurzfilme, Da)
- 2012: Passion (Kurzfilm, R, Da)
- 2013: Danni Lowinski (Fernsehserie, Da eine Episode)
- 2013: An diesem Tag (Kurzfilm, Da)
- 2013: Paris – I hate to love you (Comedyserie, R, S)
- 2016: Isch heisst (Kurzfilm, S)
- 2016: A Day in their Shoes (Dokumentarfilm, D, R, S)
- 2016: To.Pas – Ein Schiff im Garten (Dokumentarfilm, D, R, S)
- 2017: Pink Elephants (Dokumentarfilm, D, R, S)
- 2018: Extra – Ein Jahr nach #metoo (Reportage, D, R, S)
- 2018: Eine Armlänge Welt (Dokumentarfilm, D, R, K, S)
- 2019: Mein härtester Weg (Dokumentarfilm, D, R, K)
- 2019: Auf dem Jakobsweg – Bis zum Ende der Welt (Doku-Serie; D, R, K)
- 2020: Ein Blick in die Ewigkeit? Der Tod und das Danach (Dokumentarfilm, D, R)
- 2020: Schritt für Schritt – pilgern auf dem Lutherweg (Dokumentarfilm, D,R,K)
- 2021: Eckart von Hirschhausen – Der Sünde auf der Spur (Dokumentarfilm D,R,K)
- 2021: Morris – Tanz auf der Insel (Dokumentarfilm, D, R, K, S)
- 2021: Stark! Marc – Ich suche einen weißen Elch (Dokumentarfilm, D, R, K, S)
- 2022: Die Moral von der Geschicht´- mit Collien Ulmen-Fernandes (Dokumentarfilm D, R)
- 2022: Offline – zurück zur Besinnung (Dokumentarfilm D,R,K)
- 2022: 37 Grad – Die Burgis (Doku-Serie, D, R, K, S)
- 2023: 37 Grad Leben – Katrin sucht das Glück (Dokumentarfilm, D, R, K, S)
- 2023: Helfende Hände – Reise zur Nächstenliebe (Dokumentarfilm, D, R, K)
- 2024: IHR & WIR – Generationen im Konflikt (Dokumentarfilm, D, R, K)
- 2024: Religion - Konflikt oder Frieden? (Dokumentarfilm, D, R, K)